# Cappel (Alsó-Szászország)
Cappel község Németországban, Alsó-Szászországban, a Cuxhaveni járásban. Lakosainak száma 668 fő (2023. december 31.).